# Ctenus javanus
Ctenus javanus är en spindelart som beskrevs av Pocock 1897. Ctenus javanus ingår i släktet Ctenus och familjen Ctenidae. Inga underarter finns listade i Catalogue of Life.